# 科伊吉鄉
59°10′19″N 25°58′23″E / 59.172°N 25.973°E

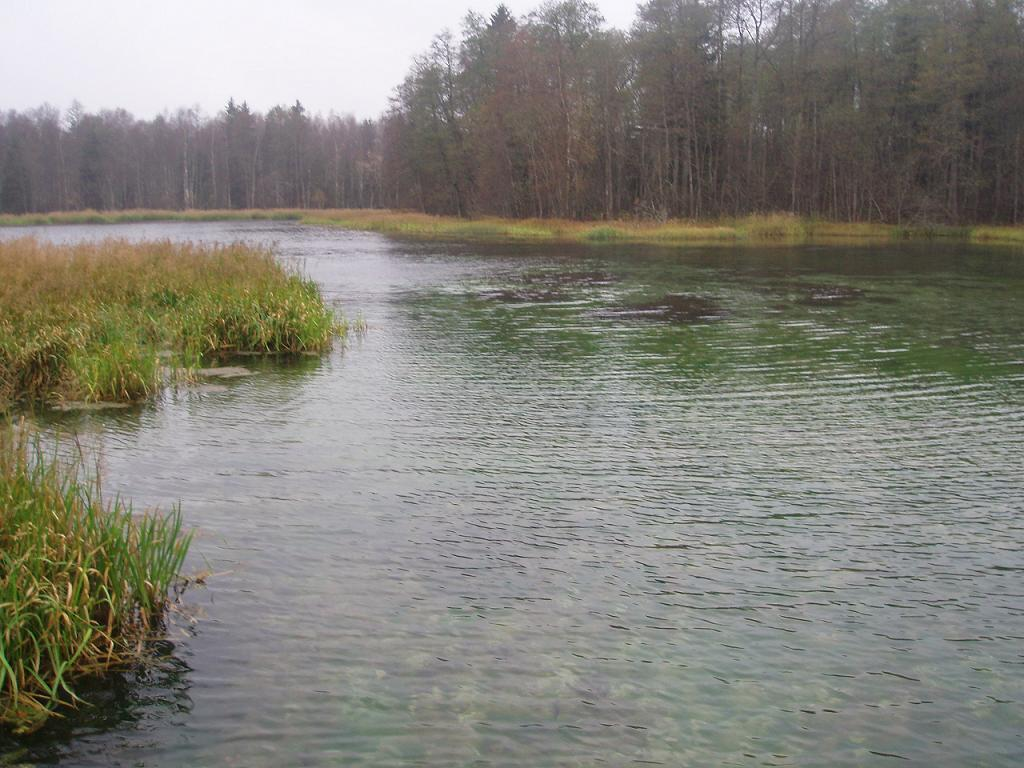

科伊吉市镇，曾是愛沙尼亞耶爾瓦縣的一個鄉村型市镇，位於該國中部，行政中心設於科伊吉，面積204平方公里，2004年人口1,177，人口密度每平方公里6人。
2017年爱沙尼亚行政改革后，科伊吉市镇与其他市镇一起合并为耶尔瓦市镇。